# فرکاو (تاجیکستان)
فرکو (تاجیکستان) (به لاتین: Farkov) یک منطقهٔ مسکونی در تاجیکستان است که در ولایت سغد واقع شده‌است.